# Ait Boufoulen
Ait Boufoulen  (in arabo أيت بوفلن‎?) è un centro abitato e comune rurale del Marocco situato nella provincia di Guelmim, regione di Guelmim-Oued Noun. Conta una popolazione di 1 045 abitanti (censimento 2014).